# Río Maulap
El Río Maulap  (en inglés: Maulap river) es un río en el territorio estadounidense e isla del océano Pacífico de Guam. Cerca se encuentra situado el Aeropuerto Internacional de Guam (a 11,22 millas). El pueblo más cercano al río es Santa Rita (a 2,90 millas).